# Barrage Saint-Martin
Le Barrage Saint-Martin est un barrage situé dans le territoire non organisé de Mont-Valin au Québec (Canada). Plus précisément il se situe dans la municipalité régionale de comté de Le Fjord-du-Saguenay de la région administrative du Saguenay–Lac-Saint-Jean.

## Homonymes
- Barrage Saint-Martin de 32000 Auch, Gers, France
- Barrage Saint-Martin de 89100 Sens, Yonne, France[2]
- Barrage Saint-Martin près du village de Quartier Militaire de l'Île Maurice en Maurice[3].